# Johanna Omolo
Johanna Omolo (Nairobi, Kenia, 31 de julio de 1989) es un exfutbolista de Kenia que jugaba en las posiciones de centrocampista y lateral derecho.

## Carrera

### Club
| Periodo   | Club              | Apariciones | Goles |
| --------- | ----------------- | ----------- | ----- |
| 2007-2009 | RCS Visé          | 53          | 8     |
| 2009-2011 | CS Fola Esch      | 49          | 8     |
| 2011-2013 | Beerschot AC      | 5           | 0     |
| 2012-2013 | → Lommel SK       | 19          | 0     |
| 2013-2014 | Lommel SK         | 19          | 0     |
| 2014-2017 | Royal Antwerp FC  | 81          | 5     |
| 2017-2021 | Cercle Brugge KSV | 72          | 3     |
| 2021      | BB Erzurumspor    | 20          | 0     |
| 2021-2022 | Kocaelispor       | 16          | 0     |
| 2022-2023 | URSL Visé         | 23          | 5     |
| 2023-2024 | KV Oostende       | 8           | 0     |

### Selección nacional
Jugó para Kenia en 29 ocasiones de 2011 a 2020 y anotó seis goles; participó en la Copa Africana de Naciones 2019 donde anotó un gol en la victoria por 3-2 ante Tanzania.
| No | Fecha      | Sede                                            | Rival      | Marcador | Resultado | Torneo                                                  |
| -- | ---------- | ----------------------------------------------- | ---------- | -------- | --------- | ------------------------------------------------------- |
| 1. | 18-5-2014  | Nyayo National Stadium, Nairobi, Kenia          | Comoras    | 1–0      | 1–0       | Clasificación para la Copa Africana de Naciones de 2015 |
| 2. | 7-10-2015  | Stade George V, Curepipe, Mauricio              | Mauricio   | 1–0      | 3–2       | Clasificación para la Copa Mundial de Fútbol de 2018    |
| 3. | 7-10-2015  | Stade George V, Curepipe, Mauricio              | Mauricio   | 4–2      | 3–2       | Clasificación para la Copa Mundial de Fútbol de 2018    |
| 4. | 2-9-2017   | Estádio do Zimpeto, Maputo, Mozambique          | Mozambique | 1–1      | 1–1       | Amistoso                                                |
| 5. | 27-6-2019  | 30 June Stadium, El Cairo, Egipto               | Tanzania   | 2–2      | 3–2       | Copa Africana de Naciones 2019                          |
| 6. | 18-11-2019 | Moi International Sports Centre, Nairobi, Kenia | Togo       | 1–0      | 1–1       | Clasificación para la Copa Africana de Naciones de 2021 |

## Logros
- Segunda División de Bélgica (2): 2016/17, 2017/18